# Бафинов залив
Бафинов залив (енгл. Baffin Bay, дан. Baffinbugten) је залив и ивично море Атлантског океана који се налази између острва Гренланд на истоку, Бафинове земље на западу и Елзмир на северу. Са Атлантиком је повезан преко Дејвисовог пролаза и Лабрадорског мора, а са Северним Леденим океаном преко више мореуза који чине Нерсов пролаз.
Дужина од северозапада ка југоистоку износи око 1.550 км и ширина око 550. Пловидба је немогућа током највећег дела године јер је прекривен ледом, док у топлијем делу године велику опасност представљају огромне ледене санте. Први Европљанин који га је открио је био британац Џон Дејвис 1585. Име је добио по Вилијаму Бафину првом човеку који је пловио по њему 1616. Током 18. века века представљао је важно китоловно подручје.

## Географија и геологија
Бафинов залив се простире између Бафиновог острва на западу, Гренланда на истоку и острва Елсмир на северу. Преко Дејвисовог пролаза на југу је повезан са северним Атлантиком, док је преко неколико мореуза који чине Нерсов пролаз на северу повезан са Северним леденим океаном. Представља северозападни ивични део северног Атлантика и северни продужетак Лабрадорског мора.
У приобалном делу максимална дубина је до 1.000 метара, а дно је ту доста неравно и прекривено шљунком, камењем и песком. У централном делу залива налази се велика Бафинова депресија максималне дубине 2.136 метара чије једно прекривено наносима са копна. Морске струје у заливу се крећу у смеру земљине ротације (циклонска циркулација). Током летњих месеци дуж источних делова залива циркулише хладна Западногренландска струја, док се дуж западних обала хладна Бафинова струја креће ка Атлантику.

### Клима, хидрологија и хидрохемија залива
Клима у заливу је хладна арктичка са честим снежним олујама, посебно током зимских месеци. Јануарске температуре се крећу од -20 °C на југу до -28 °C на северу залива. Просечне јулске температуре износе око 7 °C. Просечна количина падавина креће се између 100—250 мм на гренландској обали и око 500 мм на западним обалама.
Температура воде на површини је нижа од -1 °C у току зимског дела године, док се у току лета креће од 4°—5 °C на југу до око 0 °C на северу. Салинитет у току зимског дела године износи 34‰ а лети 32‰ на истоку и 30—31‰ на западу. Дубинске воде су настале мешањем воде из Атлантика и са Арктика, температура је у дубинама у просеку 0,5 °C а салинитет 34,5‰. У зимском периоду чак 80% површине залива је прекривено ледом, а за хладнијих зима залив се може препешачити јер се дешава да буде потпуно под ледом. Залеђивање је најинтензивније у марту а најмање у периоду од августа до септембра. Током лета лед пуца и у централним и севернијим деловима се могу видети многобројне плутајуће ледене формације, а бројне санте леда крећу се ношене Бафиновом струјом ка Лабрадору.
Просечна амплитуда плиме и осеке износи 4 м, а максимална је 9 метара. Брзина морских доба варира између 1 и 3,7 км/ч.
Током целе године дувају северозападни ветрови, док су југоисточни и источни ветрови јачи једино у јулу и августу.

## Историја
Британски истраживач Џон Дејвис је 1585. године постао први забележени европски истраживач који је упловио у залив. У периоду 1612—16 Вилијам Бафин је организовао чак 5 арктичких експедиција, а Бафинов залив је истраживао 1616. заједно са Робертом Бајлотом. Он је доказао да у подручју Хадсоновог басена не постоји никакав северозападни пролаз. Међутим њихова открића су дочекана са резервом у Енглеској те је 1818. Џон Рос поново „открио залив“. Најинтензивнија истраживања залива и његових обала вршена су након Другог светског рата од стране америчких, канадских и данских експедиција.
Северне обале залива су насељавали народи Дорсет у периоду 500. п. н. е. — 1200. а за њима су следили народи Тула и Инуити. Тренутно се на канадској обали залива налази неколико Инуитских насеља: Арктик Беј (690 становника), Понд Инлет (1.315 становника) и Клајд Ривер (820 становника). Године 1975. канадске власти су на северу Бафиновог острва отвориле први рудник олова и цинка у арктичком кругу, а у близини русника је основано и радничко насеље. Рудник је међутим затворен 2002. године због смањења резерви руде.
Земљотрес магнитуде 7,3° са епицентром у Бафиновом заливу погодио је ову област 1933. године и то је био најјачи регистрован земљотрес те снаге северно од северног поларника. Сеизмички то је најактивнији део источне Канаде, а последњи јачи земљотрес у том подручју десио се 15. априла 2010. и имао је магнитуду од 5,1°.

## Живи свет
У Бафиновом заливу живи око 20.000 белуга китова, а највећи део њих је настањен у северним деловима залива. Од осталих сисара издваја се и већа популација моржева, нарвала (Monodon monoceros), прстенастих фока (Pusa hispida), гренландских фока (Pagophilus groenlandicus) и брадатих фока (Erignathus barbatus) те поларних медведа. Фоке и моржеви најчешће обитавају на леденим сантама које плутају по отвореном мору. Брадате фоке су обично настањене у плићим деловима залива јер се хране на морском дну, док су прстенасте фоке најчешћи плен копненин предатора, поларних медведа и арктичких лисица.
У прошлости је на овом подручју био јако раширен лов на крупне сисаре у самом заливу и на његовим обалама, а највише су страдали медведи, китови и моржеви. Међутим данас је живи свет залива под строгом заштитом, а одређене су и максималне квоте за одстрел појединих врста, тако је горња граница за одстрел медведа 105 јединки годишње.
Воде су веома богате бакаларом, харингом, листом. Од птичијих врста треба споменути малу њорку (Alle alle), снежну сову, снежну коку (Lagopus lagopus), (Lagopus muta), северног сокола Falco rusticolus, поларну јуричицу (Carduelis hornemanni) и многе друге. Већина ових птица током зимских месеци мигрира ка југу.
Иако је флора доста сиромашна, на обалама расте око 400 врста трава и дрвећа, а најраширеније су брезе, врбе, јове, маховине, лишајеви и ниже траве. Ове биљке су основна храна за копнене копитаре попут карибуа и ситне глодаре (леминзи).

## Нафта и гас
Амерички геолошки институт је проценио да се најмање 13% неоткривених светских налазишта нафте и 30% светских неоткривених џепова гаса налази на Арктику, са морима око Гренланда која потенцијално садрже велике количине природног гаса и мање количине сирове нафте и течног природног гаса. Сходно томе, власти Гренланда су понудиле велики број приобалних концесија за потенцијално вађење угљоводоника (нафте и гаса). Највеће концесионе области налазе се у морима западно од Гренланда; првенствено у Бафиновом заливу и Дејвисовом мореузу, али са неколико мањих концесија и у Гренландском мору на истоку.